# Saint-Pierre-le-Viger
Saint-Pierre-le-Viger ist eine französische Gemeinde mit 261 Einwohnern (Stand: 1. Januar 2022) im Département Seine-Maritime in der Region Normandie. Sie gehört zum Arrondissement Dieppe, zum Kanton Saint-Valery-en-Caux und ist Teil des Kommunalverbands Côte d’Albâtre.

## Geographie
Saint-Pierre-le-Viger ist ein Bauerndorf am Dun und liegt im Pays de Caux, einem zum Pariser Becken gehörendes Kreideplateau. Es liegt 19 Kilometer südwestlich von Dieppe.

### Nachbargemeinden
| Angiens                      | La Gaillarde             | La Gaillarde         |
| La Chapelle-sur-Dun Houdetot | Kompass                  | Gruchet-Saint-Siméon |
| Houdetot                     | Houdetot Fontaine-le-Dun |                      |

## Geschichte
Am 11. und 12. Juni 1940 fand eine Schlacht in Veules-les-Roses, Saint-Pierre-le-Viger und Saint-Valery-en-Caux statt. Die Franzosen und Schotten kämpfen gegen die Ankunft eines Panzers von Erwin Rommel, die Ebenen von Saint-Pierre-le-Viger und Houdetot sind der Schauplatz heftiger Kämpfe, die 51st (Highland) Division und die Black Watch erlitten mehr als 50 Tote und Verwundete und die Franzosen erlitten ebenfalls große Verluste.
Am 13. Februar 2023 kam es in der Region zu einem Meteoritenfall, kurz nachdem der Asteroid 2023 CX1 entdeckt wurde und über dem Ärmelkanal verglühte. In den darauffolgenden Tagen konnten Meteoritenfragmente mit einer Gesamtmasse von etwa 1,2 Kilogramm geborgen werden.

### Bevölkerungsentwicklung
Die Bevölkerungsanzahl ist durch Volkszählungen seit 1793 bekannt. Die Einwohnerzahlen bis 2005 werden auf der Website der École des Hautes Études en Sciences Sociales veröffentlicht.
| Jahr | Bevölkerungszahl |
| ---- | ---------------- |
| 1962 | 306              |
| 1968 | 314              |
| 1975 | 298              |
| 1982 | 258              |
| 1990 | 257              |
| 1999 | 274              |
| 2006 | 284              |
| 2015 | 261              |

## Sehenswürdigkeiten

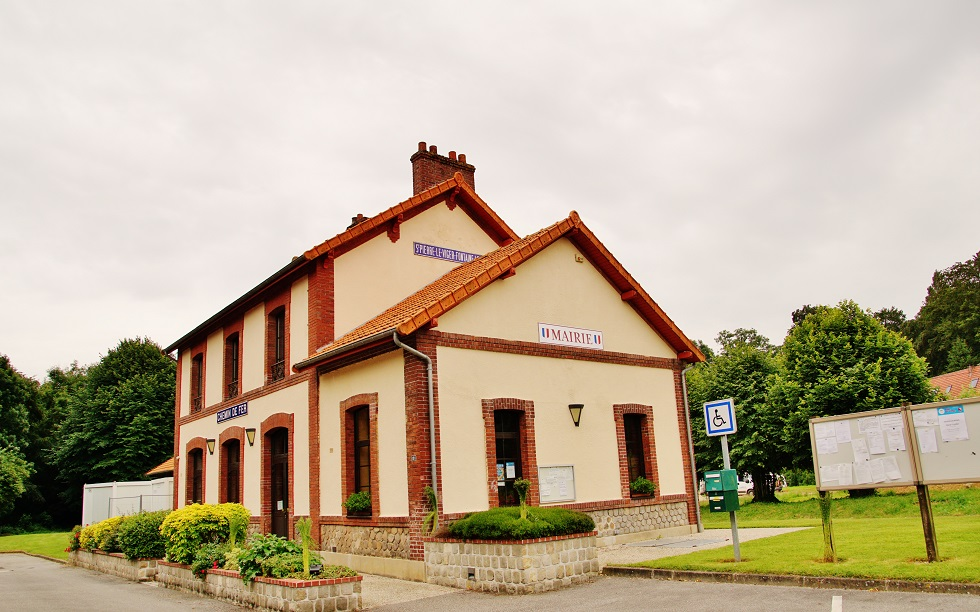
Mairie von Saint-Pierre-le-Viger
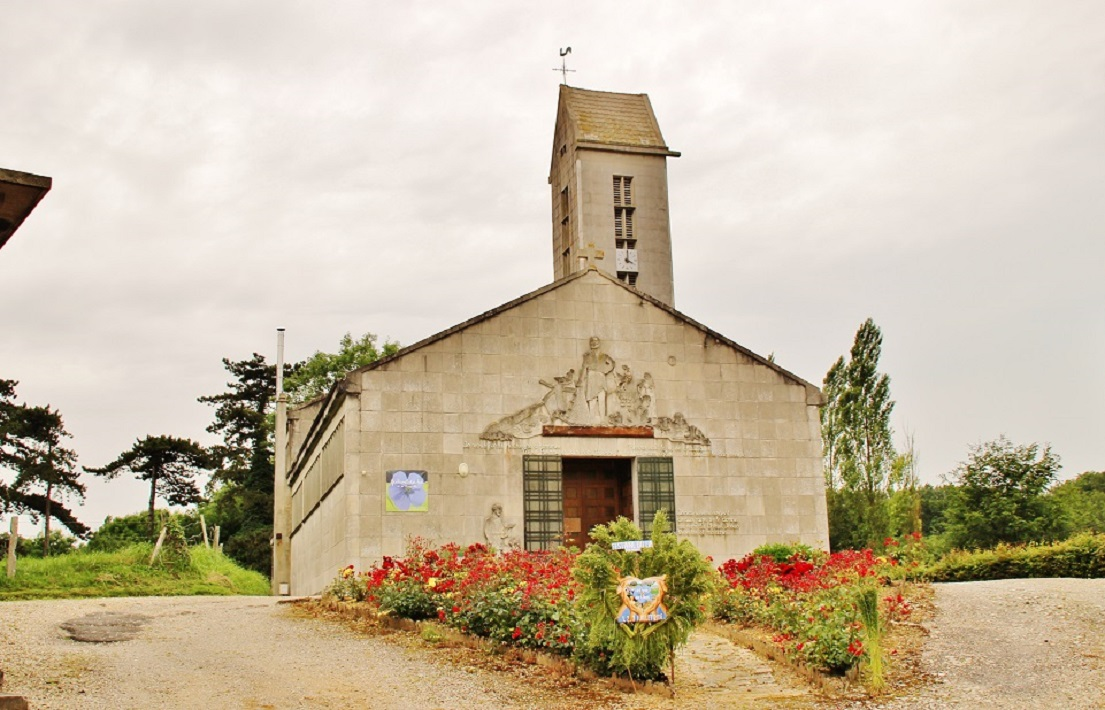
Kirche Saint-Pierre
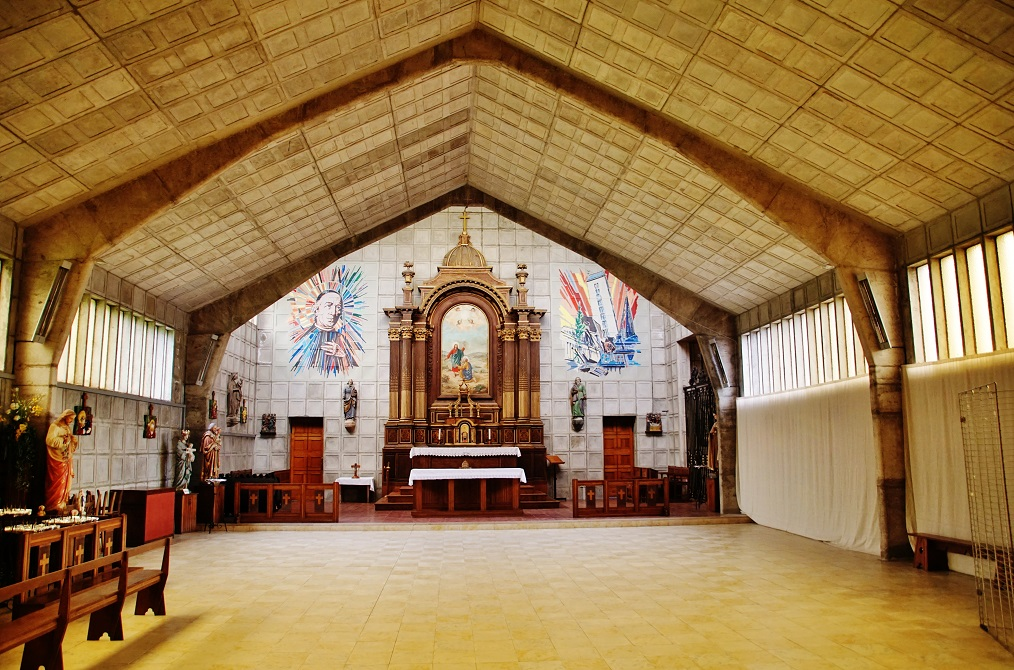
Innenansicht der Kirche Saint-Pierre
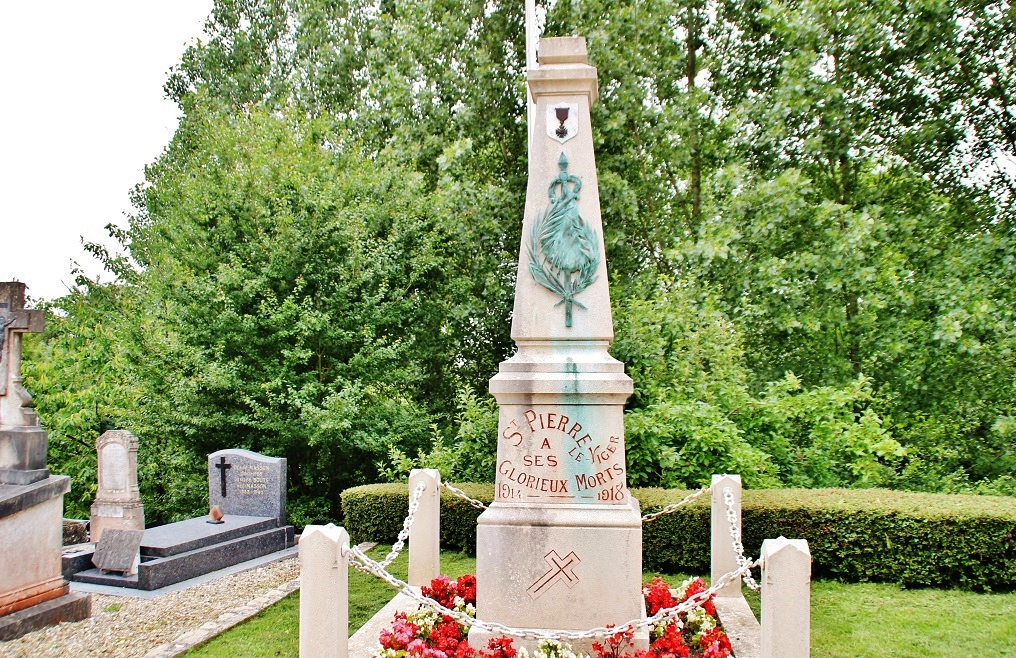
Kriegerdenkmal (Erster Weltkrieg)